# Adamo Scultori
Adamo Scultori, né vers 1530 à Mantoue, où il est mort en 1585, est un graveur et sculpteur italien.

## Biographie
Parfois appelé Adamo Ghisi, il est issu d'une famille d'artistes : son père Giovanni Battista Scultori était sculpteur et graveur, et sa sœur Diana Scultori Ghisi peintre.

## Œuvres
- Vierge à l'enfant, gravure (Musée Wittert, à l'Université de Liège)
- Deliberatio omnium difficillima (Hercule face à la Vertu et à la Volupté), gravure d'après Giulio Romano (Musée Wittert, à l'Université de Liège)
- Femme assise tenant un enfant sur les genoux, gravure (Musée Wittert, à l'Université de Liège)
- Lion attaquant un cheval, gravure par Giovanni Giacomo de Rossi, d'après Adamo Scultori (Musée Wittert, à l'Université de Liège)